# Melodifestivalen 1983
Melodifestivalen 1983 var den 23:e upplagan av musiktävlingen Melodifestivalen och samtidigt Sveriges uttagning till Eurovision Song Contest 1983. 
Finalen hölls på Palladium i Malmö den 26 februari 1983, där melodin "Främling", framförd av Carola Häggkvist, vann genom att ha fått högst totalpoäng av jurygrupperna. För första gången någonsin fick Malmö arrangera en Melodifestival och för andra året i rad var finalkvällen uppdelad i två omgångar där elva regionala jurygrupper utsåg vinnaren. Den svenska finalen det här året blev historisk då vinnaren, Carola Häggkvist, lyckades få högsta poängen av samtliga distrikt, vilket ingen innan henne hade lyckats med.
Främling fick representera Sverige i ESC 1983 som arrangerades i München i Västtyskland den 23 april 1983. 

## Tävlingsupplägg[1]
För andra året i rad blev festivalen uppdelad i två omgångar, där jurygrupper utsåg vilka bidrag som skulle få tävla i finalomgången samma kväll. Inför tävlingen hade Sveriges Television gjort ett allmänt utskick om att vem som helst, som var folkbokförd i Sverige det året, skulle få skicka in bidrag till tävlingen. Men precis som tidigare år skulle alla inskickade bidrag först gå via ett musikförlag som var kopplat till Svenska musikförläggareföreningen. Alla dessa musikförlag skulle själva få gå igenom bidragen och välja ut max 90 stycken till Sveriges Television. Det är inte känt hur många bidrag som skickades in, ej heller hur många bidrag som urvalsjuryn lyssnade igenom. Dock kom totalt tio bidrag att tävla i festivalen. Respektive bidrags upphovsmän hölls hemligt till finalen var avklarad.
Efter att ha haft ett år med åldersgrupperingar som jurygrupper tog Sveriges Television tillbaka de regionala jurygrupperna igen. Deras första röstningsomgång hölls hemlig och bidragen som tog sig vidare till den andra omgången räknades upp utan inbördes ordning. Resterande icke-finalister blev placerade på delad sjätte plats.
För första gången fick Malmö arrangera festivalen. Då staden aldrig tidigare hade fått stå värd anordnades det festivalskyltningar runt om i staden under själva festivalveckan.

### Återkommande artister
| Artist                                     | Tidigare år (med placering) (Melodifestivalen)                                                           | Tidigare år (med placering) (ESC) |
| ------------------------------------------ | --- | --------------------------------- |
| Ann-Louise Hanson (Duett med John Ballard) | 1963 (-, -), 1966 (4:a), 1967 (7:a, 10:a), 1969 (4:a), 19731 (4:a), 19741 (8:a), 19752 (6:a), 1982 (5:a) | –                                 |
| Karin Glenmark                             | 19731 (4:a), 19741 (8:a), 19752 (6:a)                                                                    | –                                 |
| Kikki Danielsson                           | 19783 (2:a), 19804 (4:a), 19814 (2:a), 19824 (1:a)                                                       | 19824 (8:a)                       |
| Nils-Åke Runeson                           | 1975 (10:a)                                                                                              | –                                 |
| Maria Wickman                              | 1982 (6:a)                                                                                               | –                                 |

1 1973 och 1974 sjöng Ann-Louise Hanson och Karin Glenmark som medlemmar i gruppen Glenmarks.

2 1975 sjöng Glenmarks tillsammans med artisten Hadar.

3 1978 tävlade Kikki Danielsson tillsammans med Lasse Holm och gruppen Wizex.

4 1980 och 1982 tävlade Kikki Danielsson med gruppen Chips som 1981 var namnändrat till Sweets 'n Chips.

## Finalkvällen
Finalen av festivalen 1983 direktsändes i TV1 den 26 februari 1983 kl. 20.00-22.30 från biografteatern Palladium i Malmö. Programledare var Bibi Johns och kapellmästare var Anders Ekdahl. Kören bestod av Diana Nuñez, Liza Öhman, Caj Högberg och Lasse Westmann. Kåge Gimtell var programmets producent.
Man återinförde de elva regionala jurygrupperna igen i tävlingen, vilket innebar att åldersgrupperingarna försvann. Dessa jurygrupper representerade varsin svensk stad, från norr till söder i landet. Varje jurygrupp bestod av elva personer med hälften under 25 år, dock en jämn fördelning mellan allmänhet och musikkunniga (artister, låtskrivare, musikjournalister etc). Själva finalen gick till så att de tio bidragen framfördes, samtidigt som jurygrupperna röstade i en hemlig omgång. De fem bidrag som fått högst totalpoäng gick vidare till den andra röstningsomgången. De fem som tog sig vidare fick sina röster nollställda. Bidragen framfördes igen och jurygrupperna skulle nu göra en andra röstningsomgång. Det bidraget som fått högst totalpoäng i den andra omgången vann slutligen hela finalen. 
Poängsystemet såg precis likadant ut som året innan, nämligen att varje jurygrupp gav 8 poäng till sin favorit, 6 poäng till sin tvåa, 4 poäng till sin trea, 2 poäng till sin fyra och 1 poäng till sin femma. Därmed fick alla fem bidrag minst ett poäng av varje jurygrupp. För första gången fick vinnarlåten maxpoäng från samtliga elva jurydistrikt. Detta hade aldrig tidigare förekommit.

### Första omgången

#### Startlista
Nedan listas bidragen i startordning i den första omgången. Bidrag med beige bakgrund tog sig till andra omgången.
Resterande låtar placerade sig på delad sjätte plats.
| Nr | Artist                           | Låt                             | Upphovsmän (Text & musik)                                   | Anmärkning |
| -- | -------------------------------- | ------------------------------- | ----------------------------------------------------------- | ---------- |
| 1  | Ritz                             | Marionett                       | Monica Forsberg (t), Peter Wanngren (m)                     | Till final |
| 2  | Kerstin Dahlberg                 | Här är min sång till dig        | Olle Bergman (t), Claes Bure (m)                            | Utslagen   |
| 3  | Karin Glenmark                   | Se                              | Östen Warnerbring (tm)                                      | Till final |
| 4  | Kikki Danielsson                 | Varför är kärleken röd?         | Torgny Söderberg (tm)                                       | Till final |
| 5  | Peter Lundblad & Agneta Olsson   | Vill du ha mig efter gryningen? | Peter Lundblad (tm), Agneta Olsson (tm)                     | Utslagen   |
| 6  | Karina Rydberg                   | Nu börjar jag mitt liv          | Peter Himmelstrand (tm)                                     | Utslagen   |
| 7  | Ann-Louise Hanson & John Ballard | Bara en enda gång               | Ingela 'Pling' Forsman (t), Anders Glenmark (m)             | Till final |
| 8  | Maria Wickman                    | Okej, jag ger mig               | Anders Hall (t), Henrik Wikström (tm), Johan Nordlander (m) | Utslagen   |
| 9  | Nils-Åke Runeson                 | Värmen som du gav               | Nils-Åke Runeson (tm), Lennart Kristensson (tm)             | Utslagen   |
| 10 | Carola Häggkvist                 | Främling                        | Monica Forsberg (t), Lasse Holm (m)                         | Till final |

### Andra omgången

#### Poäng och placeringar
| Nr | Låt                     | Luleå | Norr- köping | Umeå | Karl- stad | Falun | Gbg | Sunds- vall | Växjö | Örebro | Sthlm | Malmö | Summa | Plac. |
| -- | ----------------------- | ----- | ------------ | ---- | ---------- | ----- | --- | ----------- | ----- | ------ | ----- | ----- | ----- | ----- |
| 1  | Marionett               | 1     | 4            | 2    | 2          | 4     | 6   | 2           | 6     | 1      | 4     | 2     | 34    | 4     |
| 3  | Se                      | 6     | 2            | 4    | 1          | 6     | 4   | 4           | 1     | 2      | 1     | 6     | 37    | 3     |
| 4  | Varför är kärleken röd? | 4     | 6            | 6    | 6          | 2     | 2   | 6           | 2     | 4      | 6     | 1     | 45    | 2     |
| 7  | Bara en enda gång       | 2     | 1            | 1    | 4          | 1     | 1   | 1           | 4     | 6      | 2     | 4     | 27    | 5     |
| 10 | Främling                | 8     | 8            | 8    | 8          | 8     | 8   | 8           | 8     | 8      | 8     | 8     | 88    | 1     |

### Juryuppläsare
- Luleå: Anita Lovén
- Norrköping: Larz-Thure Ljungdahl
- Umeå: Staffan Ling
- Karlstad: Ulf Schenkmanis
- Falun: Staffan Husahr
- Göteborg: Rune Rustman
- Sundsvall: Maritta Selin
- Växjö: Stig Tornehed
- Örebro: Sten Lindqvist
- Stockholm: Arne Weise
- Malmö: Jan-Olof Nilsson

## Eurovision Song Contest
Efter tjugosex försök i rad lyckades Västtyskland vinna och fick därför arrangera tävlingen år 1983. Tävlingen förlades därför till München den 23 april 1983. Totalt anmälde sig tjugo länder, i och med att både Frankrike, Grekland och Italien återkom till tävlingen. Irland kunde dock inte deltaga på grund av en strejk mot landets nationella tv-bolag. Själva finalkvällen blev nästan exakt tre timmar lång och fick i efterhand kritik för detta. Anledningen till att sändningen blev så pass lång var att publiken skulle applådera för alla inblandade per land (landspresentationen, själva bidraget, för låtskrivaren/na, för dirigenten och för artisten). Även poängutdelningen tog tid i och med att programledaren upprepade poängen på både engelska, tyska och franska.
Sverige startade som nummer fyra (av tjugo länder) och hade efter juryöverläggningarna slutat på totalt tredje plats med 126 poäng. Därmed hade Sverige fått sin bästa placering på nio år och uppnått en vinst (1974), en andraplats (1966) och nu en tredjeplats. Vinsten gick till Luxemburg, som därmed fick sin femte och hittills sista vinst. Luxemburg vann med hela 142 poäng, tätt följt av Israel på 136 poäng och så Sverige på 126 poäng. Spanien och Turkiet fick finna sig i att komma på delad sista plats med noll poäng och därmed också nummer fyra och fem som sedan 1975 blivit poänglösa.